# Linum ertugrulii
Linum ertugrulii är en linväxtart som beskrevs av Tugay, Bagci och Uysal. Linum ertugrulii ingår i släktet linsläktet, och familjen linväxter. Inga underarter finns listade i Catalogue of Life.